# Носоновщина
Носоновщина — деревня в составе Великогубского сельского поселения Медвежьегорского района Республики Карелия, комплексный памятник истории.

## Общие сведения
Расположена на острове Волк в северной части Онежского озера.
В деревне сохранилась Часовня во имя апостолов Петра и Павла (конец XVII — начало XVIII века)

## Население
| 2002 | 2010 | 2013 |
| ---- | ---- | ---- |
| 0    | ↗6   | ↘4   |